# 1743
Portal Geschichte | Portal Biografien | Aktuelle Ereignisse | Jahreskalender | Tagesartikel

◄ |
17. Jahrhundert |
18. Jahrhundert
| 19. Jahrhundert | ►

◄ |
1710er |
1720er |
1730er |
1740er
| 1750er | 1760er | 1770er | ►

◄◄ |
◄ |
1739 |
1740 |
1741 |
1742 |
1743
| 1744 | 1745 | 1746 | 1747 | ► | ►►
Staatsoberhäupter  · Nekrolog   · Musikjahr
| Januar | Januar | Januar | Januar | Januar | Januar | Januar | Januar |
| Kw     | Mo     | Di     | Mi     | Do     | Fr     | Sa     | So     |
| ------ | ------ | ------ | ------ | ------ | ------ | ------ | ------ |
| 1      |        | 1      | 2      | 3      | 4      | 5      | 6      |
| 2      | 7      | 8      | 9      | 10     | 11     | 12     | 13     |
| 3      | 14     | 15     | 16     | 17     | 18     | 19     | 20     |
| 4      | 21     | 22     | 23     | 24     | 25     | 26     | 27     |
| 5      | 28     | 29     | 30     | 31     |        |        |        |

| Februar | Februar | Februar | Februar | Februar | Februar | Februar | Februar |
| Kw      | Mo      | Di      | Mi      | Do      | Fr      | Sa      | So      |
| ------- | ------- | ------- | ------- | ------- | ------- | ------- | ------- |
| 5       |         |         |         |         | 1       | 2       | 3       |
| 6       | 4       | 5       | 6       | 7       | 8       | 9       | 10      |
| 7       | 11      | 12      | 13      | 14      | 15      | 16      | 17      |
| 8       | 18      | 19      | 20      | 21      | 22      | 23      | 24      |
| 9       | 25      | 26      | 27      | 28      |         |         |         |

| März | März | März | März | März | März | März | März |
| Kw   | Mo   | Di   | Mi   | Do   | Fr   | Sa   | So   |
| ---- | ---- | ---- | ---- | ---- | ---- | ---- | ---- |
| 9    |      |      |      |      | 1    | 2    | 3    |
| 10   | 4    | 5    | 6    | 7    | 8    | 9    | 10   |
| 11   | 11   | 12   | 13   | 14   | 15   | 16   | 17   |
| 12   | 18   | 19   | 20   | 21   | 22   | 23   | 24   |
| 13   | 25   | 26   | 27   | 28   | 29   | 30   | 31   |

| April | April | April | April | April | April | April | April |
| Kw    | Mo    | Di    | Mi    | Do    | Fr    | Sa    | So    |
| ----- | ----- | ----- | ----- | ----- | ----- | ----- | ----- |
| 14    | 1     | 2     | 3     | 4     | 5     | 6     | 7     |
| 15    | 8     | 9     | 10    | 11    | 12    | 13    | 14    |
| 16    | 15    | 16    | 17    | 18    | 19    | 20    | 21    |
| 17    | 22    | 23    | 24    | 25    | 26    | 27    | 28    |
| 18    | 29    | 30    |       |       |       |       |       |

| Mai | Mai | Mai | Mai | Mai | Mai | Mai | Mai |
| Kw  | Mo  | Di  | Mi  | Do  | Fr  | Sa  | So  |
| 18  |     |     | 1   | 2   | 3   | 4   | 5   |
| 19  | 6   | 7   | 8   | 9   | 10  | 11  | 12  |
| 20  | 13  | 14  | 15  | 16  | 17  | 18  | 19  |
| 21  | 20  | 21  | 22  | 23  | 24  | 25  | 26  |
| 22  | 27  | 28  | 29  | 30  | 31  |     |     |
| --- | --- | --- | --- | --- | --- | --- | --- |

| Juni | Juni | Juni | Juni | Juni | Juni | Juni | Juni |
| Kw   | Mo   | Di   | Mi   | Do   | Fr   | Sa   | So   |
| ---- | ---- | ---- | ---- | ---- | ---- | ---- | ---- |
| 22   |      |      |      |      |      | 1    | 2    |
| 23   | 3    | 4    | 5    | 6    | 7    | 8    | 9    |
| 24   | 10   | 11   | 12   | 13   | 14   | 15   | 16   |
| 25   | 17   | 18   | 19   | 20   | 21   | 22   | 23   |
| 26   | 24   | 25   | 26   | 27   | 28   | 29   | 30   |

| Juli | Juli | Juli | Juli | Juli | Juli | Juli | Juli |
| Kw   | Mo   | Di   | Mi   | Do   | Fr   | Sa   | So   |
| ---- | ---- | ---- | ---- | ---- | ---- | ---- | ---- |
| 27   | 1    | 2    | 3    | 4    | 5    | 6    | 7    |
| 28   | 8    | 9    | 10   | 11   | 12   | 13   | 14   |
| 29   | 15   | 16   | 17   | 18   | 19   | 20   | 21   |
| 30   | 22   | 23   | 24   | 25   | 26   | 27   | 28   |
| 31   | 29   | 30   | 31   |      |      |      |      |

| August | August | August | August | August | August | August | August |
| Kw     | Mo     | Di     | Mi     | Do     | Fr     | Sa     | So     |
| ------ | ------ | ------ | ------ | ------ | ------ | ------ | ------ |
| 31     |        |        |        | 1      | 2      | 3      | 4      |
| 32     | 5      | 6      | 7      | 8      | 9      | 10     | 11     |
| 33     | 12     | 13     | 14     | 15     | 16     | 17     | 18     |
| 34     | 19     | 20     | 21     | 22     | 23     | 24     | 25     |
| 35     | 26     | 27     | 28     | 29     | 30     | 31     |        |

| September | September | September | September | September | September | September | September |
| Kw        | Mo        | Di        | Mi        | Do        | Fr        | Sa        | So        |
| --------- | --------- | --------- | --------- | --------- | --------- | --------- | --------- |
| 35        |           |           |           |           |           |           | 1         |
| 36        | 2         | 3         | 4         | 5         | 6         | 7         | 8         |
| 37        | 9         | 10        | 11        | 12        | 13        | 14        | 15        |
| 38        | 16        | 17        | 18        | 19        | 20        | 21        | 22        |
| 39        | 23        | 24        | 25        | 26        | 27        | 28        | 29        |
| 40        | 30        |           |           |           |           |           |           |

| Oktober | Oktober | Oktober | Oktober | Oktober | Oktober | Oktober | Oktober |
| Kw      | Mo      | Di      | Mi      | Do      | Fr      | Sa      | So      |
| ------- | ------- | ------- | ------- | ------- | ------- | ------- | ------- |
| 40      |         | 1       | 2       | 3       | 4       | 5       | 6       |
| 41      | 7       | 8       | 9       | 10      | 11      | 12      | 13      |
| 42      | 14      | 15      | 16      | 17      | 18      | 19      | 20      |
| 43      | 21      | 22      | 23      | 24      | 25      | 26      | 27      |
| 44      | 28      | 29      | 30      | 31      |         |         |         |

| November | November | November | November | November | November | November | November |
| Kw       | Mo       | Di       | Mi       | Do       | Fr       | Sa       | So       |
| -------- | -------- | -------- | -------- | -------- | -------- | -------- | -------- |
| 44       |          |          |          |          | 1        | 2        | 3        |
| 45       | 4        | 5        | 6        | 7        | 8        | 9        | 10       |
| 46       | 11       | 12       | 13       | 14       | 15       | 16       | 17       |
| 47       | 18       | 19       | 20       | 21       | 22       | 23       | 24       |
| 48       | 25       | 26       | 27       | 28       | 29       | 30       |          |

| Dezember | Dezember | Dezember | Dezember | Dezember | Dezember | Dezember | Dezember |
| Kw       | Mo       | Di       | Mi       | Do       | Fr       | Sa       | So       |
| -------- | -------- | -------- | -------- | -------- | -------- | -------- | -------- |
| 48       |          |          |          |          |          |          | 1        |
| 49       | 2        | 3        | 4        | 5        | 6        | 7        | 8        |
| 50       | 9        | 10       | 11       | 12       | 13       | 14       | 15       |
| 51       | 16       | 17       | 18       | 19       | 20       | 21       | 22       |
| 52       | 23       | 24       | 25       | 26       | 27       | 28       | 29       |
| 1        | 30       | 31       |          |          |          |          |          |

| Januar | Januar | Januar | Januar | Januar | Januar | Januar | Januar |
| Kw     | Mo     | Di     | Mi     | Do     | Fr     | Sa     | So     |
| ------ | ------ | ------ | ------ | ------ | ------ | ------ | ------ |
| 1      |        | 1      | 2      | 3      | 4      | 5      | 6      |
| 2      | 7      | 8      | 9      | 10     | 11     | 12     | 13     |
| 3      | 14     | 15     | 16     | 17     | 18     | 19     | 20     |
| 4      | 21     | 22     | 23     | 24     | 25     | 26     | 27     |
| 5      | 28     | 29     | 30     | 31     |        |        |        |

| Februar | Februar | Februar | Februar | Februar | Februar | Februar | Februar |
| Kw      | Mo      | Di      | Mi      | Do      | Fr      | Sa      | So      |
| ------- | ------- | ------- | ------- | ------- | ------- | ------- | ------- |
| 5       |         |         |         |         | 1       | 2       | 3       |
| 6       | 4       | 5       | 6       | 7       | 8       | 9       | 10      |
| 7       | 11      | 12      | 13      | 14      | 15      | 16      | 17      |
| 8       | 18      | 19      | 20      | 21      | 22      | 23      | 24      |
| 9       | 25      | 26      | 27      | 28      |         |         |         |

| März | März | März | März | März | März | März | März |
| Kw   | Mo   | Di   | Mi   | Do   | Fr   | Sa   | So   |
| ---- | ---- | ---- | ---- | ---- | ---- | ---- | ---- |
| 9    |      |      |      |      | 1    | 2    | 3    |
| 10   | 4    | 5    | 6    | 7    | 8    | 9    | 10   |
| 11   | 11   | 12   | 13   | 14   | 15   | 16   | 17   |
| 12   | 18   | 19   | 20   | 21   | 22   | 23   | 24   |
| 13   | 25   | 26   | 27   | 28   | 29   | 30   | 31   |

| April | April | April | April | April | April | April | April |
| Kw    | Mo    | Di    | Mi    | Do    | Fr    | Sa    | So    |
| ----- | ----- | ----- | ----- | ----- | ----- | ----- | ----- |
| 14    | 1     | 2     | 3     | 4     | 5     | 6     | 7     |
| 15    | 8     | 9     | 10    | 11    | 12    | 13    | 14    |
| 16    | 15    | 16    | 17    | 18    | 19    | 20    | 21    |
| 17    | 22    | 23    | 24    | 25    | 26    | 27    | 28    |
| 18    | 29    | 30    |       |       |       |       |       |

| Mai | Mai | Mai | Mai | Mai | Mai | Mai | Mai |
| Kw  | Mo  | Di  | Mi  | Do  | Fr  | Sa  | So  |
| 18  |     |     | 1   | 2   | 3   | 4   | 5   |
| 19  | 6   | 7   | 8   | 9   | 10  | 11  | 12  |
| 20  | 13  | 14  | 15  | 16  | 17  | 18  | 19  |
| 21  | 20  | 21  | 22  | 23  | 24  | 25  | 26  |
| 22  | 27  | 28  | 29  | 30  | 31  |     |     |
| --- | --- | --- | --- | --- | --- | --- | --- |

| Juni | Juni | Juni | Juni | Juni | Juni | Juni | Juni |
| Kw   | Mo   | Di   | Mi   | Do   | Fr   | Sa   | So   |
| ---- | ---- | ---- | ---- | ---- | ---- | ---- | ---- |
| 22   |      |      |      |      |      | 1    | 2    |
| 23   | 3    | 4    | 5    | 6    | 7    | 8    | 9    |
| 24   | 10   | 11   | 12   | 13   | 14   | 15   | 16   |
| 25   | 17   | 18   | 19   | 20   | 21   | 22   | 23   |
| 26   | 24   | 25   | 26   | 27   | 28   | 29   | 30   |

| Juli | Juli | Juli | Juli | Juli | Juli | Juli | Juli |
| Kw   | Mo   | Di   | Mi   | Do   | Fr   | Sa   | So   |
| ---- | ---- | ---- | ---- | ---- | ---- | ---- | ---- |
| 27   | 1    | 2    | 3    | 4    | 5    | 6    | 7    |
| 28   | 8    | 9    | 10   | 11   | 12   | 13   | 14   |
| 29   | 15   | 16   | 17   | 18   | 19   | 20   | 21   |
| 30   | 22   | 23   | 24   | 25   | 26   | 27   | 28   |
| 31   | 29   | 30   | 31   |      |      |      |      |

| August | August | August | August | August | August | August | August |
| Kw     | Mo     | Di     | Mi     | Do     | Fr     | Sa     | So     |
| ------ | ------ | ------ | ------ | ------ | ------ | ------ | ------ |
| 31     |        |        |        | 1      | 2      | 3      | 4      |
| 32     | 5      | 6      | 7      | 8      | 9      | 10     | 11     |
| 33     | 12     | 13     | 14     | 15     | 16     | 17     | 18     |
| 34     | 19     | 20     | 21     | 22     | 23     | 24     | 25     |
| 35     | 26     | 27     | 28     | 29     | 30     | 31     |        |

| September | September | September | September | September | September | September | September |
| Kw        | Mo        | Di        | Mi        | Do        | Fr        | Sa        | So        |
| --------- | --------- | --------- | --------- | --------- | --------- | --------- | --------- |
| 35        |           |           |           |           |           |           | 1         |
| 36        | 2         | 3         | 4         | 5         | 6         | 7         | 8         |
| 37        | 9         | 10        | 11        | 12        | 13        | 14        | 15        |
| 38        | 16        | 17        | 18        | 19        | 20        | 21        | 22        |
| 39        | 23        | 24        | 25        | 26        | 27        | 28        | 29        |
| 40        | 30        |           |           |           |           |           |           |

| Oktober | Oktober | Oktober | Oktober | Oktober | Oktober | Oktober | Oktober |
| Kw      | Mo      | Di      | Mi      | Do      | Fr      | Sa      | So      |
| ------- | ------- | ------- | ------- | ------- | ------- | ------- | ------- |
| 40      |         | 1       | 2       | 3       | 4       | 5       | 6       |
| 41      | 7       | 8       | 9       | 10      | 11      | 12      | 13      |
| 42      | 14      | 15      | 16      | 17      | 18      | 19      | 20      |
| 43      | 21      | 22      | 23      | 24      | 25      | 26      | 27      |
| 44      | 28      | 29      | 30      | 31      |         |         |         |

| November | November | November | November | November | November | November | November |
| Kw       | Mo       | Di       | Mi       | Do       | Fr       | Sa       | So       |
| -------- | -------- | -------- | -------- | -------- | -------- | -------- | -------- |
| 44       |          |          |          |          | 1        | 2        | 3        |
| 45       | 4        | 5        | 6        | 7        | 8        | 9        | 10       |
| 46       | 11       | 12       | 13       | 14       | 15       | 16       | 17       |
| 47       | 18       | 19       | 20       | 21       | 22       | 23       | 24       |
| 48       | 25       | 26       | 27       | 28       | 29       | 30       |          |

| Dezember | Dezember | Dezember | Dezember | Dezember | Dezember | Dezember | Dezember |
| Kw       | Mo       | Di       | Mi       | Do       | Fr       | Sa       | So       |
| -------- | -------- | -------- | -------- | -------- | -------- | -------- | -------- |
| 48       |          |          |          |          |          |          | 1        |
| 49       | 2        | 3        | 4        | 5        | 6        | 7        | 8        |
| 50       | 9        | 10       | 11       | 12       | 13       | 14       | 15       |
| 51       | 16       | 17       | 18       | 19       | 20       | 21       | 22       |
| 52       | 23       | 24       | 25       | 26       | 27       | 28       | 29       |
| 1        | 30       | 31       |          |          |          |          |          |

## Ereignisse

### Politik und Weltgeschehen

#### Österreichischer Erbfolgekrieg

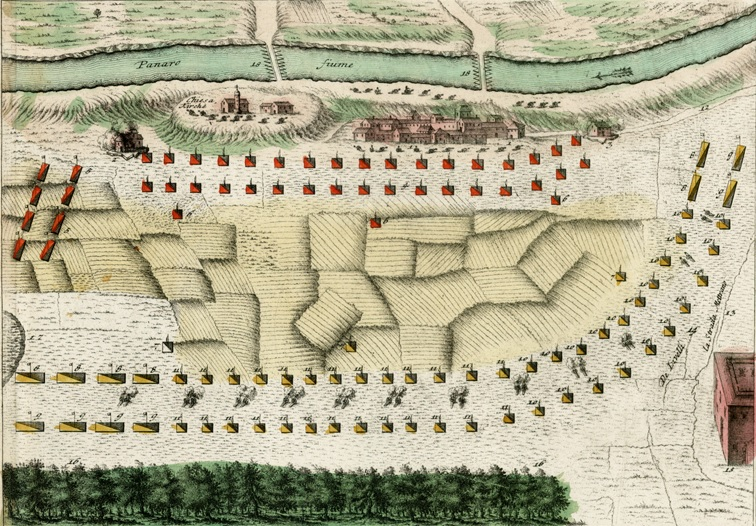
Schlachtaufstellung in der Schlacht von Camposanto

- 8. Februar: Die Spanier gehen auf dem italienischen Kriegsschauplatz im Österreichischen Erbfolgekrieg erneut gegen Modena vor, erleiden jedoch in der Schlacht von Camposanto eine Niederlage. Auch die spanische Armee in Südfrankreich versucht erneut, im Piemont vorzugehen, muss sich aber wie im Vorjahr nach Savoyen zurückziehen.
- 10. März: Preußen und Russland schließen einen weiteren Allianzvertrag. Neben verteidigungspolitischen Vereinbarungen enthält der kurzlebige Vertrag Bestimmungen zu Polen-Litauen und Schlesien.
- 9. Mai: Das bayerische Heer Kaiser Karls VII. und seine hessischen Verbündeten verlieren ein Gefecht bei Simbach am Inn gegen die Pragmatische Armee und müssen daraufhin fast ganz Bayern räumen.

Plan der Schlacht bei Dettingen

- 27. Juni: In der Schlacht bei Dettingen besiegen die verbündeten Österreicher und Briten unter dem Oberbefehl des britischen Königs George II. ein französisches Heer unter Marschall Adrien-Maurice de Noailles.
- Die verbündeten Franzosen und Bayern ziehen sich über den Rhein zurück. Der französische Herzog François-Marie de Broglie wird daraufhin seines Oberkommandos enthoben.

#### Russland/Schweden

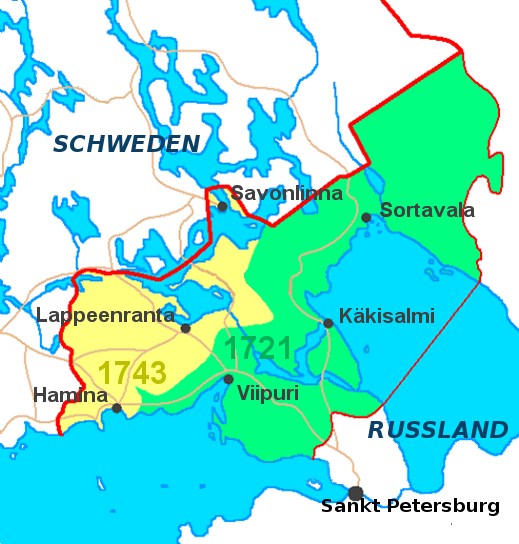
Friede von Åbo: Die schwedischen Gebietsverluste in Altfinnland in gelb

- 18. August: Der Friede von Åbo beendet den im Jahr 1741 begonnenen Russisch-Schwedischen Krieg. Das unterlegene Schweden erhält die von Russland eroberten Gebiete in Finnland großteils zurück. Bereits am 23. Juni wird im Gegenzug auf russischen Wunsch Adolf Friedrich aus dem Haus Schleswig-Holstein-Gottorf, der Onkel des russischen Thronfolgers Karl Peter Ulrich, zum schwedischen Thronfolger bestimmt. Durch den Frieden von Åbo erhält Russland außerdem weitere Teile Süd-Kareliens. Schweden tritt das Gebiet östlich des Flusses Kymijoki mit der Festung Olofsborg und den Städten Villmanstrand und Fredrikshamn an Russland ab. Zarin Elisabeth garantiert in den abgetretenen Gebieten die Freiheit, die jeweilige Religion weiterhin ausüben zu können. Die bestehenden Privilegien, Eigentumsverhältnisse und das 1734 eingeführte schwedische Rechtssystem werden ebenfalls garantiert.

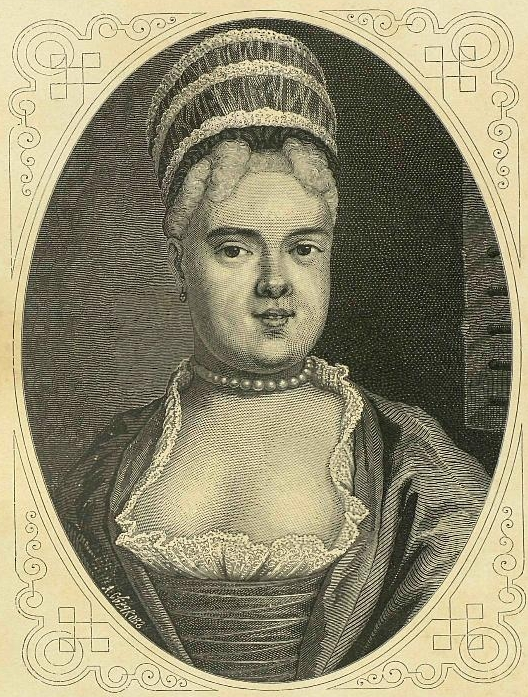
Natalja Fjodorowna Lopuchina

- In Russland wird eine Verschwörung gegen Kaiserin Elisabeth zugunsten des abgesetzten Iwan IV. aufgedeckt. Die Beteiligten um Hofdame Natalja Fjodorowna Lopuchina werden nach schwerer Folter in die Verbannung nach Sibirien geschickt. Ein weiterer angeblicher Mitverschwörer, Antoniotto Botta Adorno, befindet sich als Diplomat am Wiener Hof. Die Weigerung Maria Theresias, ihn nach Russland auszuliefern, führt zu Spannungen zwischen den beiden Großmächten. Elisabeth lebt in der Folge in ständiger Angst vor einem Attentat.

#### Weitere Ereignisse in Europa
- 21. Januar: Einen Tag nach dem Tod seines leitenden Ministers André-Hercule de Fleury erklärt König Ludwig XV. von Frankreich, er wolle in Zukunft ohne leitenden Minister regieren.
- 22. April: Johann Friedrich Karl von Ostein wird Erzbischof von Mainz und damit gleichzeitig Kurfürst. Er folgt dem verstorbenen Philipp Karl von Eltz.

### Wirtschaft

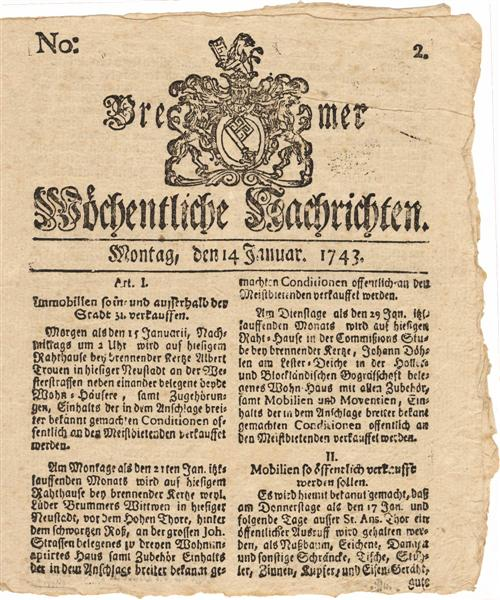
Bremer Wöchentliche Nachrichten von 1743

- 7. Januar: Die Bremer Wöchentlichen Nachrichten erscheinen erstmals.
- Das Greifswaldische Wochen-Blatt erscheint in 52 Ausgaben und wird noch im gleichen Jahr wieder eingestellt.

### Wissenschaft und Technik
- 29. November: Der Große Komet C/1743 X1 wird in den Niederlanden erstmals gesichtet. Weitere Sichtungen erfolgen am 9. Dezember durch Dirk Klinkenberg, am 13. Dezember durch Jean-Philippe Loys de Chéseaux und am 21. Dezember durch Jacques Cassini.
- Die im Auftrag der russischen Kaiserin Anna durchgeführte Zweite Kamtschatkaexpedition unter der Leitung von Vitus Bering geht nach zehn Jahren zu Ende.
- In England wird das erste Heliometer zur präzisen Messung sehr kleiner Winkel in der Astronomie gebaut.
- Unter dem Namen Free School wird in Newark die University of Delaware gegründet.

### Kultur

#### Architektur

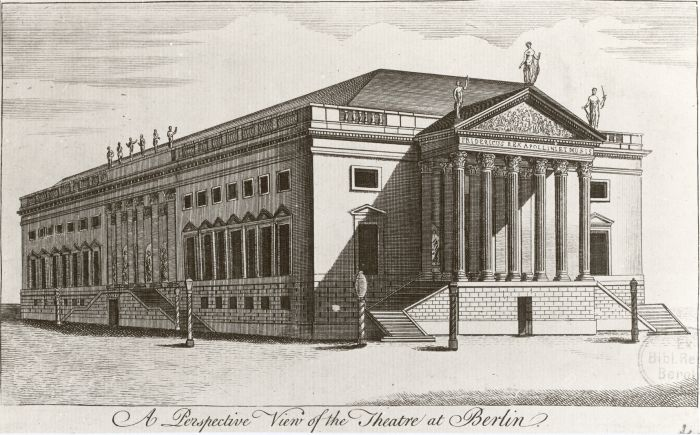
Das Opernhaus in der ursprünglichen Form, um 1745

- Die nach Plänen von Georg Wenzeslaus von Knobelsdorff im Stil des Palladianismus errichtete Königliche Hofoper in Berlin wird als Teil des Forum Fridericianum nach rund zweijähriger Bauzeit fertiggestellt.

#### Musik und Theater

##### Leipzig
- 16 Leipziger Kaufleute finanzieren 16 Musiker, denen u. a. Stadtpfeifer angehören, zur Gründung einer musikalischen Gesellschaft, des Leipziger Concerts, deren erstes Konzert am 11. März stattfindet. Daraus entwickelt sich später das Gewandhausorchester.

##### London
- 18. Februar: Das dreiaktige Oratorium Samson von Georg Friedrich Händel wird am Covent Garden Theatre in London uraufgeführt. Das dabei als Zwischenaktmusik gespielte Orgelkonzert ist wahrscheinlich das kurz zuvor abgeschlossene Konzert in A-Dur (HWV 307). Kitty Clive, die zu dieser Zeit äußerst populäre Schauspielerin und Sängerin des Theatre Royal Drury Lane, gestaltet die Rolle der Dalila in diesem Oratorium als separate Aufführung auf der Londoner Bühne, wodurch der Erfolg beider Künstler noch gesteigert wird. Das Libretto stammt von Newburgh Hamilton nach der Tragödie Samson Agonistes von John Milton aus dem Jahr 1671.
- Nach dem 27. Juni: Georg Friedrich Händel komponiert das Dettinger Te Deum zur Feier des Sieges des österreichisch-britischen Militärs über die französischen Truppen in der Schlacht bei Dettingen. In dem Werk finden sich Themen das Komponisten Francesco Antonio Urio.

##### Wien
- 12. März: Il vero omaggio, ein Libretto zu einem componimento drammatico in einem Akt von Pietro Metastasio, wird in der Vertonung von Giuseppe Bonno im Palastgarten von Schloss Schönbrunn bei Wien zum Geburtstag des Erzherzogs Joseph erstmals zur Uraufführung gebracht.

##### Weitere Uraufführungen
- 6. Januar: Am Teatro Regio Ducale in Mailand erfolgt die Uraufführung der Oper Demofoonte von Christoph Willibald Gluck auf das Libretto von Pietro Metastasio. Im gleichen Jahr wird noch eine weitere Vertonung des Stoffes von Giovanni Chinzer in Rimini uraufgeführt.
- Karneval: Am Teatro Filarmonico di Verona wird die Oper Ciro riconosciuto von Pietro Chiarini auf das Libretto von Pietro Metastasio uraufgeführt.
- 13. Juni: Am Teatro degli Obizzi in Padua findet die Uraufführung der ersten Fassung der Oper Demofoonte von Niccolò Jommelli auf das Libretto Pietro Metastasios statt.
- 10. Oktober: Die Oper Antigono von Johann Adolph Hasse mit einem Libretto von Pietro Metastasio wird im Schloss Hubertusburg im kursächsischen Wermsdorf uraufgeführt.

### Gesellschaft
- Benjamin Franklin und John Bartram gründen in Philadelphia die American Philosophical Society.
- Daniel Gralath und sein Schwiegervater Jacob Theodor Klein gründen die Naturforschende Gesellschaft in Danzig.
- Johann Joachim Winckelmann wird Sekretär des Kardinals Alessandro Albani.
- Die ersten Platanen kommen aus den amerikanischen Kolonien über England und Frankreich nach Deutschland.
- Der Peerless Pool, das erste öffentliche Schwimmbad in London, wird durch den Juwelier William Kemp in Betrieb genommen.

### Religion

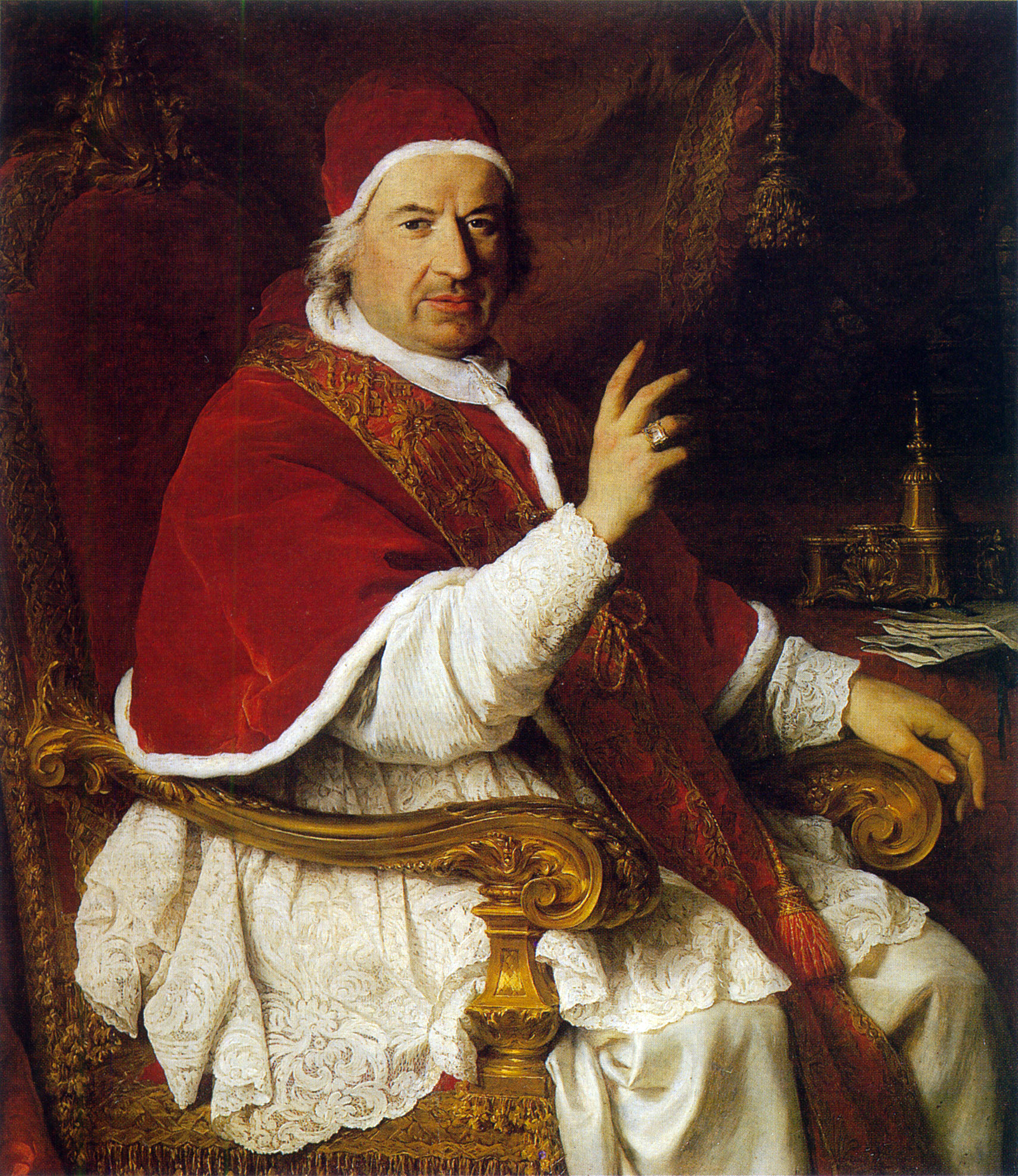
Papst Benedikt XIV.

- 18. Mai: Mit der Enzyklika Nimiam licentiam (Übermäßiger Missbrauch) ermahnt Papst Benedikt XIV. die polnischen Brüder, Erzbischöfe und Bischöfe, bei Eheaufhebungen weniger kulant zu sein.
- 19. August: Damian Hugo Philipp von Schönborn-Buchheim stirbt. Am 4. November wird Kasimir Anton von Sickingen zu seinem Nachfolger als Fürstbischof von Konstanz ernannt, ohne jedoch zum Priester geweiht zu sein. Franz Christoph von Hutten zum Stolzenberg wird am 14. November neuer Fürstbischof von Speyer.
- 24. Dezember: Papst Benedikt XIV veröffentlicht die Enzyklika Demandatam „Über die Melkitische Griechisch-Katholische Kirche“, der Papst wendet sich darin an Kyrillos VI. Tanas und alle Bischöfe seiner Jurisdiktion. Benedikt XIV. spricht darin das Verbot jeglicher Ergänzung, Streichung oder Änderung des byzantinischen Ritus aus. Ebenso untersagt er andere Übernahmen vom byzantinischen zum lateinischen Ritus. Er ordnet an, dass alle bisher erfolgten Mischformen in ihren Urzustand zurückzuführen seien. Die Mitglieder der Melkitisch Griechisch-Katholischen Kirche ermahnt er, ihre religiösen Riten diszipliniert zu praktizieren.
- Das Kloster Vallis angelica im heutigen Weißrussland wird gegründet.

### Katastrophen
- Die Pest bricht in der sizilianischen Hafenstadt Messina aus und fordert mehr als 30.000 Opfer.

## Geboren

### Januar bis April
- 03. Januar: Joseph-Benoît Suvée, flämischer Maler († 1807)
- 05. Januar: Karl Heinrich von Nassau-Siegen, französischer Abenteurer und Marineoffizier († 1808)
- 17. Januar: Andreas Ludwig Krüger, deutscher Architekt und Kupferstecher († 1822)
- 18. Januar: Ignazio Gaetano Boncompagni-Ludovisi, italienischer Kardinal († 1790)
- 18. Januar: Karagoromo Kisshū, japanischer Dichter († 1802)
- 25. Januar: Friedrich Heinrich Jacobi, deutscher Philosoph und Schriftsteller († 1819)
- 01. Februar: Bruno de Heceta, spanischer Seefahrer und Entdecker († 1807)
- 05. Februar: Ferdinand Anton von Krosigk, preußischer Landrat († 1805)
- 07. Februar: Ludwig Daniel Heyd, deutscher Hofbildhauer († 1801)
- 08. Februar: Louis Auguste Philippe Frédéric François, 2ème Comte d’Affry, Schweizer Landammann († 1810)
- 13. Februar: Joseph Banks, englischer Naturforscher († 1820)
- 19. Februar: Luigi Boccherini, italienischer Komponist und Cellist († 1805)
- 28. Februar: René-Just Haüy, französischer Mineraloge († 1822)
- 28. Februar: Karoline von Oranien-Nassau-Diez, Fürstin von Nassau-Weilburg († 1787)
- 12. März: John Heckewelder, evangelischer Missionar, Reiseschriftsteller und Ethnologe († 1823)
- 17. März: Johann Georg Meusel, deutscher Historiker und Lexikograf († 1820)
- 20. März: Nathan Miller, US-amerikanischer Politiker († 1790)
- 28. März: Jekaterina Romanowna Woronzowa-Daschkowa, bedeutende Persönlichkeit der Aufklärung in Russland († 1810)
- 06. April: Carl Gottlieb Strauß, deutscher evangelischer Geistlicher und Pädagoge († 1790)

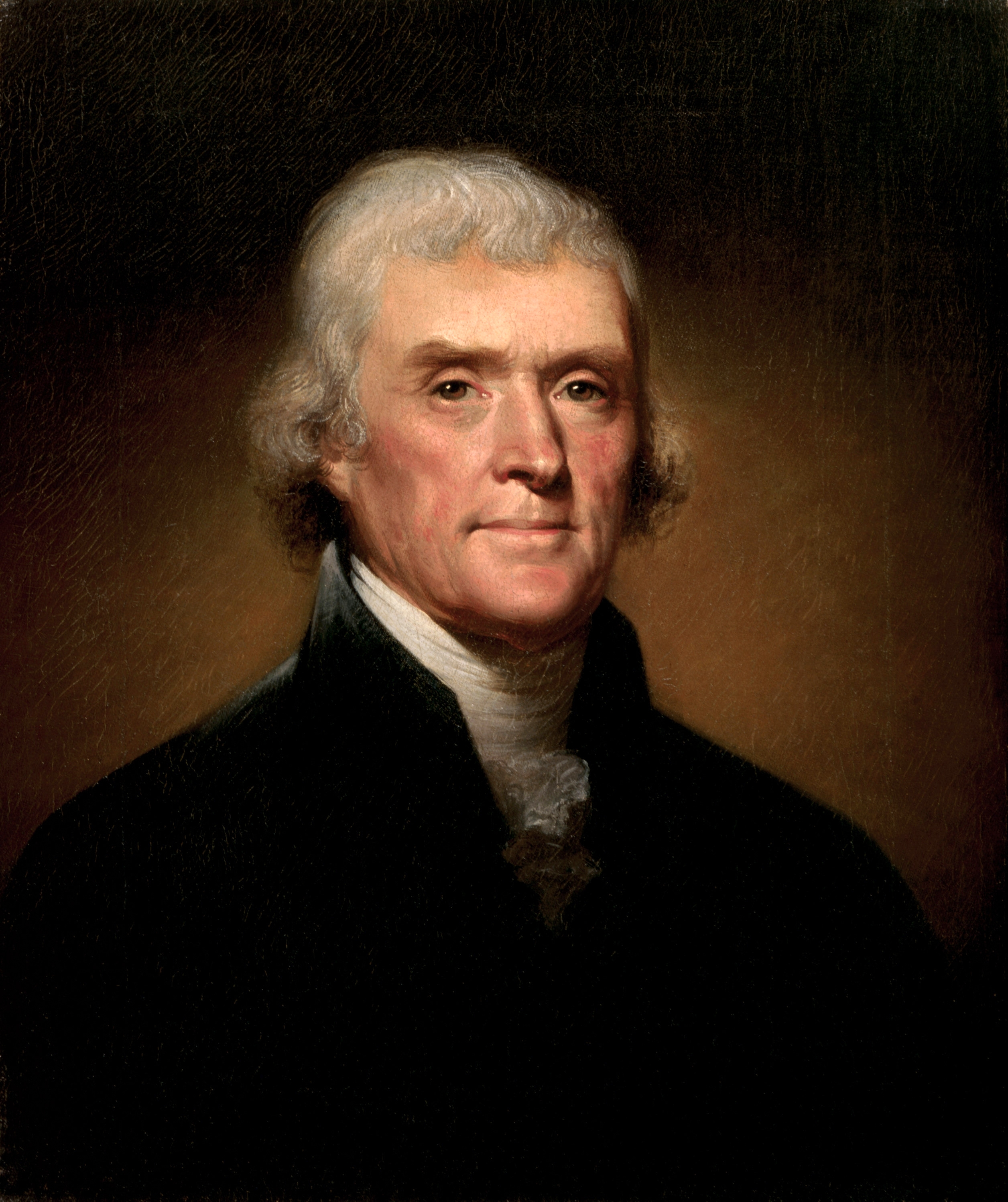
Thomas Jefferson (Rembrandt Peale, 1800)

- 13. April: Thomas Jefferson, US-amerikanischer Politiker, Verfasser der Unabhängigkeitserklärung und US-Präsident († 1826)
- 13. April: Friedrich Wilhelm Carl von Schmettau, deutscher Kartograf († 1806)
- 24. April: Edmond Cartwright, britischer Erfinder († 1823)
- 24. April: Joachim Friedrich Wilhelm Neander von Petersheiden, preußischer Generalmajor († 1817)
- April: Etta Lubina Johanna Palm-Aelders, niederländische Feministin und Revolutionärin in Frankreich († 1799)

### Mai bis August
- 10. Mai: Lucie-Madeleine d’Estaing, französische Adelige, Mätresse Ludwigs XV. († 1826)
- 15. Mai: Christoph Bernhard Verspoell, katholischer Priester, Publizist und Kirchenlieddichter († 1818)
- 20. Mai: Toussaint Louverture, haitianischer Revolutionär, Politiker und Nationalheld († 1803)
- 24. Mai: Jean Paul Marat, Schweizer Naturwissenschaftler, Arzt und Verleger, führender Revolutionär in Frankreich († 1793)
- 25. Mai: Georg Christian Unger, deutscher Architekt und Baumeister († 1799)
- 28. Mai: Johann David Wyss, Schweizer Autor († 1818)
- 29. Mai: Johann Bonaventura Andres, deutscher Jesuiten-Pater, Pädagoge, Hochschullehrer und Schriftsteller († 1822)
- 30. Mai: Don José Fernando Abascál y Sousa, Marques de la Concordia und spanischer Vizekönig in Peru († 1821)
- 03. Juni: Wilhelm I., Landgraf von Hessen-Kassel († 1821)
- 08. Juni: Alessandro Cagliostro, italienischer Alchemist und Hochstapler († 1795)
- 19. Juni: Íñigo Abbad y Lasierra, spanischer Benediktiner, Bischof von Barbastro und Verfasser der ersten umfassenden Darstellung der Geschichte, Nationalität und Kultur Puerto Ricos († 1813)
- 20. Juni: Anna Laetitia Barbauld, englische Dichterin, Essayistin, Literaturkritikerin, Herausgeberin und Kinderbuchautorin († 1825)
- 23. Juni: Jekaterina Petrowna Schuwalowa, russische Adlige und Hofdame († 1817)
- 27. Juni: Charlotte von Lieven, russische Obersthofmeisterin († 1828)
- 29. Juni: Adolf, Landgraf von Hessen-Philippsthal-Barchfeld († 1803)
- 04. Juli: Louis-Alexandre de La Rochefoucauld, französischer Aristokrat und Politiker († 1792)
- 11./12. Juli: Albert Christian Heinrich von Brühl, kursächsischer und preußischer General († 1792)
- 14. Juli: Gawriil Romanowitsch Derschawin, russischer Poet († 1816)
- 19. Juli: Wladimir Grigorjewitsch Orlow, russischer Wissenschaftsmanager, Bruder von Grigori Orlow († 1831)
- 23. Juli: Johann Christian Bach, Pianist und Lehrer am Pädagogium in Halle († 1814)
- 25. Juli: Pierre-Maurice Glayre, Schweizer Politiker und Diplomat († 1819)
- 27. Juli: Louise von Lengefeld, Hofmeisterin bei den Fürsten von Schwarzburg-Rudolstadt auf Residenzschloss Heidecksburg († 1823)
- 29. Juli: Friedrich Karl zu Löwenstein-Wertheim-Freudenberg, deutscher Fürst († 1825)
- 31. Juli: Gottlieb Ignaz von Ezdorf, deutscher Geheimrat, Kämmerer und Schriftsteller († 1806)
- 02. August: August Siegfried von Goué, deutscher Jurist, Schriftsteller und Freimaurer († 1789)
- 13. August: Maria Elisabeth, österreichische Äbtissin in Innsbruck († 1808)
- 15. August: Thomas Henderson, US-amerikanischer Politiker († 1824)
- 17. August: Eberhard August Wilhelm von Zimmermann, Geograph, Naturhistoriker und Philosoph († 1815)
- 19. August: Henricus Aeneae, niederländischer Wissenschaftler († 1810)
- 19. August: Madame Dubarry, französische Adelige, Mätresse Ludwigs XV. († 1793)
- 22. August: Friedrich Christian Lorenz Schweigger, deutscher evangelischer Theologe († 1802)

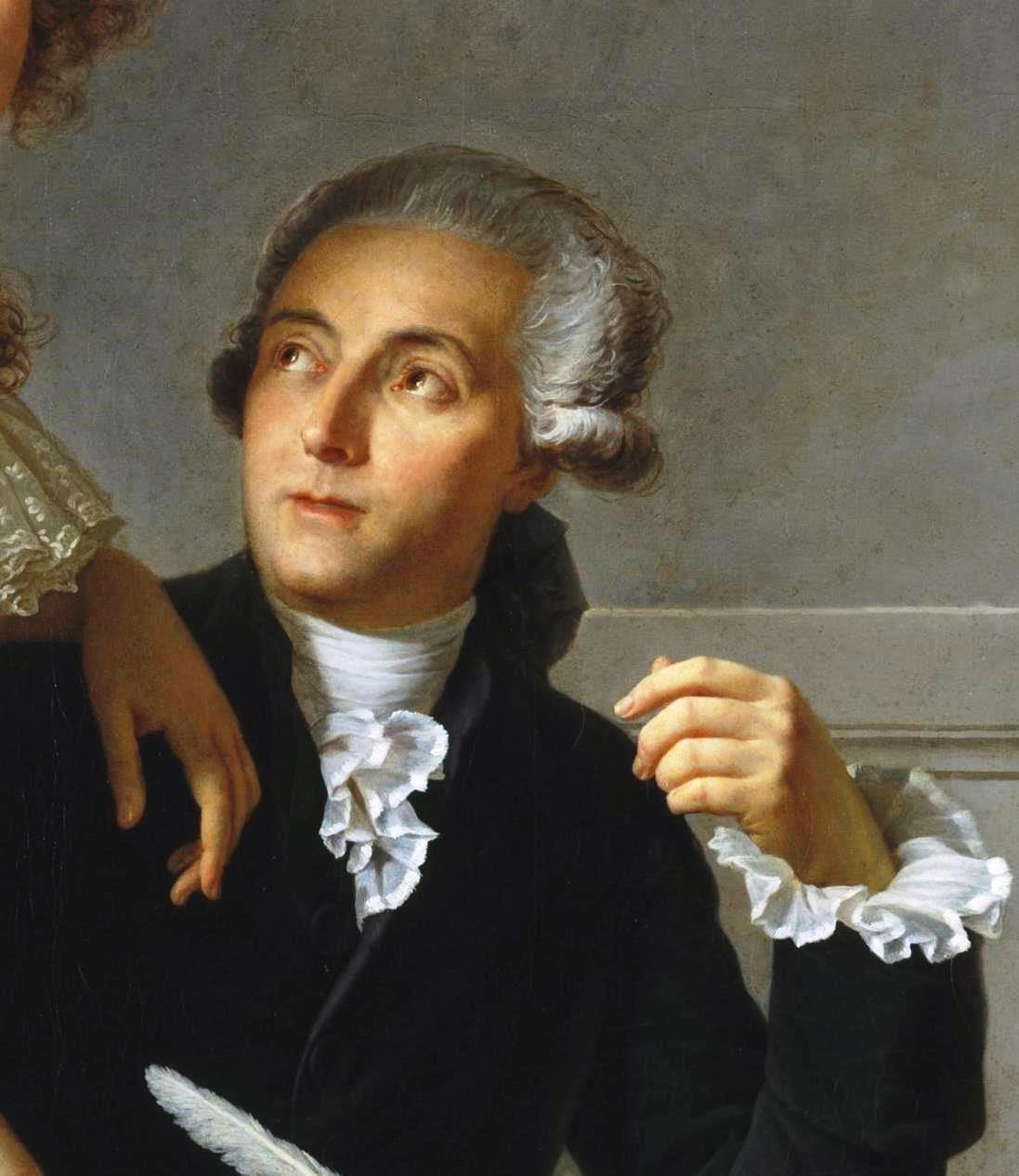
Antoine Lavoisier

- 26. August: Antoine Laurent de Lavoisier, französischer Chemiker († 1794)

### September bis Dezember
- 06. September: Ludolf August Friedrich von Alvensleben, preußischer Generalmajor († 1822)
- 11. September: Nicolai Abildgaard, dänischer Maler, Bildhauer und Architekt († 1809)
- 14. September: Christian Benjamin Geißler, Wortführer des Sächsischen Bauernaufstands von 1790 († nach 1809)
- 17. September: Marie Jean Antoine Nicolas Caritat, französischer Mathematiker, Philosoph und Politiker († 1794)
- 26. September: Castolus Reichlin von Meldegg, letzter Fürstabt von Kempten († 1804)
- 29. September: Antonio Cagnoli, italienischer Astronom († 1816)
- 30. September: Christian Ehregott Weinlig, deutscher Komponist und Kreuzkantor († 1813)

- 03. Oktober: Johann Friedrich Mende, deutscher Maschinenbauer († 1798)
- 07. Oktober:  Johann August von Eckenbrecher, preußischer Generalmajor und Gutsherr († 1822)
- 09. Oktober: Friedrich Ernst Jester, deutscher Forstmann und Autor († 1822)
- 10. Oktober: Marie Madeleine Guimard, französische Tänzerin († 1816)
- 16. Oktober: Anna Davia, italienische Opernsängerin († um 1810)
- 25. Oktober: Friedrich Karl August, Fürst von Waldeck († 1812)
- 27. Oktober (getauft): Jacob van der Aa, niederländischer Maler († 1776)

- 03. November: Angelo Agnoletto, italienischer Theologe († 1831)
- 11. November: Carl Peter Thunberg, schwedischer Mediziner und Naturforscher († 1828)
- 15. November: Dugazon (Jean-Henry Gourgaud), französischer Schauspieler († 1809)
- 29. November: Traugott Andreas Biedermann, deutscher Politiker und Rechtswissenschaftler († 1814)

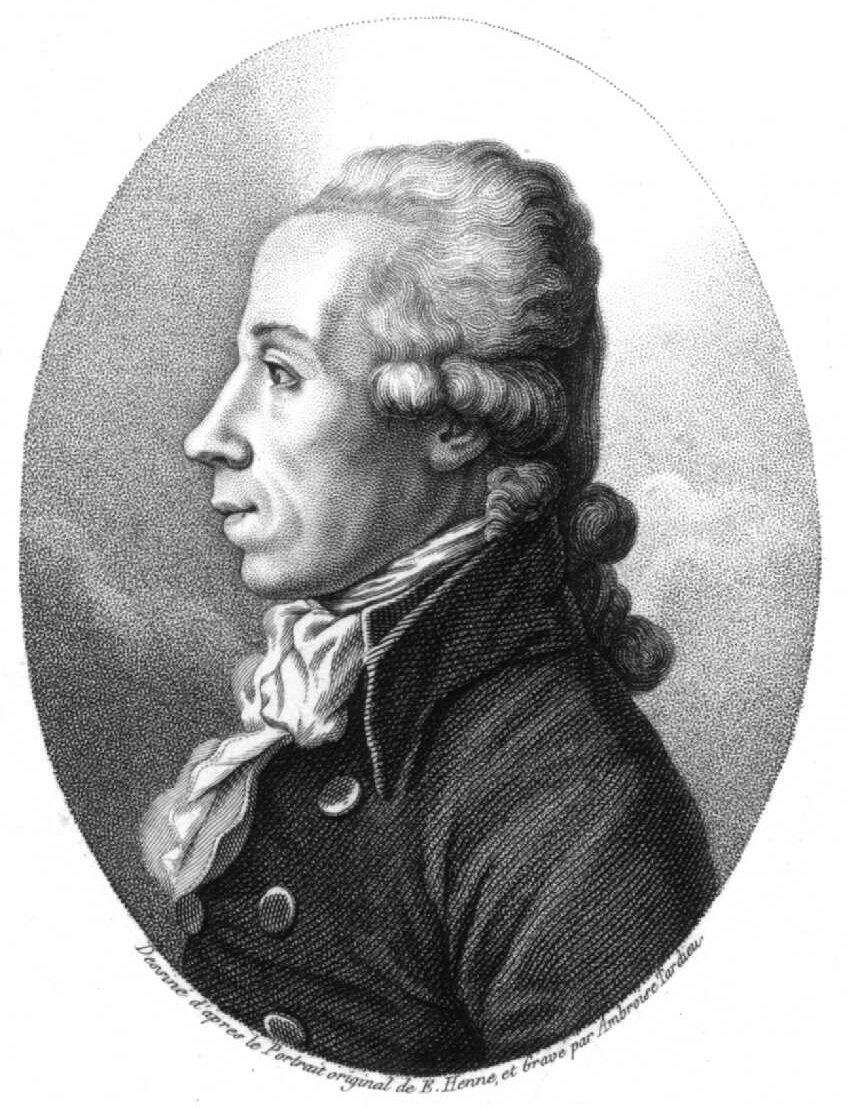
Martin Heinrich Klaproth

- 01. Dezember: Martin Heinrich Klaproth, deutscher Chemiker († 1817)
- 02. Dezember: Christian Gottlieb von Arndt, deutscher Historiker und Philologe († 1829)
- 07. Dezember: Johann Joachim Eschenburg, deutscher Literaturhistoriker († 1820)
- 09. Dezember: Stephen Mix Mitchell, US-amerikanischer Politiker († 1835)
- 10. Dezember: Johann Christoph Schwab, deutscher Philosoph († 1821)
- 13. Dezember: Christian David Jani, deutscher Philologe und Pädagoge († 1790)
- 19. Dezember: Daniel Tobenz, österreichischer katholischer Theologe († 1819)
- 20. Dezember: Joachim Thomas Schuhbauer, deutscher Benediktinerpater und Pädagoge († 1812)
- 23. Dezember: Johann Evangelist Haydn, österreichischer Tenor († 1805)

### Genaues Geburtsdatum unbekannt
- Karl Friedrich Abt, deutscher Intendant († 1783)
- Lucrezia Agujari, italienische Opernsängerin († 1783)
- Karl Albert, deutscher Bildhauer († 1819)
- Johann Nepomuk von Apfaltern, Militärperson († 1817)
- William Irvine, schottischer Chemiker († 1787)
- Joseph von Leithner, Bergbauingenieur während der Habsburgermonarchie († 1822)
- Pomaré I., König auf Tahiti († 1803)
- Felix Matthäus Stupan von Ehrenstein, österreichischer Jurist († 1800)
- Johann Christian Wäser, deutscher Schauspieler und Theaterleiter († 1781)

## Gestorben

### Erstes Quartal
- 01. Januar: Johann Baptist Funtsch, deutscher Orgelbauer (* 1674)
- 03. Januar: Ferdinando Galli da Bibiena, italienischer Szenograph, Architekt und Dekorationsmaler (* 1656)
- 07. Januar: Anna Sophie von Reventlow, Königin von Dänemark und Norwegen sowie Herzogin von Schleswig und Holstein (* 1693)
- 12. Januar: Peter Adolf Boysen, deutscher evangelischer Theologe, Philosoph und Historiker (* 1690)
- 12. Januar: Johann Friedrich Hertel, deutscher Rechtswissenschaftler (* 1667)
- 27. Januar: Pietro Maria Pieri, italienischer Kardinal (* 1676)
- 29. Januar: André-Hercule de Fleury, französischer Kardinal und Staatsmann (* 1653)
- 01. Februar: Giuseppe Ottavio Pitoni, italienischer Komponist (* 1657)
- 01. Februar: Jacob Friedrich Reimmann, deutscher Theologe, Pädagoge, Philosoph und Historiker (* 1668)
- 02. Februar: Martino Bitti, genuesischer Violinist und Komponist (* um 1660)
- 07. Februar: Lodovico Giustini, italienischer Komponist (* 1685)
- 18. Februar: Anna Maria Luisa de’ Medici, Kurfürstin von der Pfalz (* 1667)
- 18. Februar: Wilhelm Hyacinth, Prinz von Oranien und Fürst von Nassau-Siegen (* 1666)
- 02. März: Michael Kulenkamp, deutscher Jurist (* 1678)
- 03. März: Peter Faneuil, britisch-amerikanischer Kolonial-Kaufmann, Sklavenhändler und Philanthrop (* 1700)
- 07. März: Claude François Bidal, Marquis d’Asfeld, Marschall von Frankreich (* 1665)
- 16. März: Jean-Baptiste Matho, französischer Komponist und Sänger (* 1663)
- 17. März: Dorothea Wilhelmine von Sachsen-Zeitz, Landgräfin von Hessen-Kassel (* 1691)
- 21. März: Philipp Karl von Eltz-Kempenich, Kurfürst und Erzbischof von Mainz und Reichserzkanzler des Heiligen Römischen Reiches Deutscher Nation (* 1665)

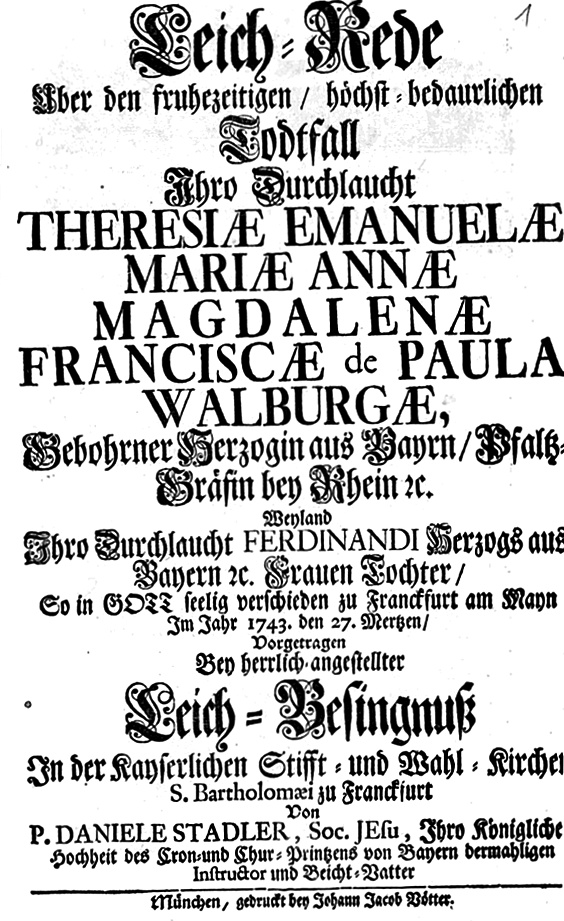
Titelblatt der Leichenpredigt, von Pater Daniel Stadler S.J.

- 27. März: Theresia Emanuela von Bayern, Wittelsbacher Prinzessin (* 1723)
- 28. März: Karl Friedrich, Herzog von Sachsen-Meiningen (* 1712)

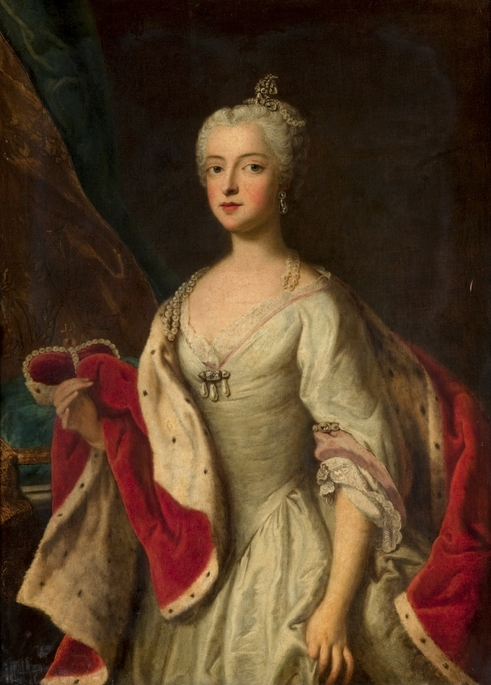
Theresia Benedicte von Bayern; gemalt von George Desmarées um 1743

- 29. März: Theresia Benedicte von Bayern, Wittelsbacher Prinzessin (* 1725)

### Zweites Quartal
- 04. April: Daniel Neal, englischer reformierter Geistlicher und Kirchenhistoriker (* 1678)
- 10. April: Jean-Pierre Bergier, Schweizer evangelischer Geistlicher (* 1685)
- 12. April: Augustine Washington, britischer Großgrundbesitzer in Virginia, Vater von George Washington (* 1694)
- 13. April: Eleonore Charlotte von Württemberg-Mömpelgard, Herzogin von Württemberg-Oels (* 1656)
- 20. April: François Desportes, französischer Maler (* 1661)
- 25. April: Christian Weise, deutscher lutherischer Theologe und Pädagoge (* 1703)
- 01. Mai: Maria Magdalena, Erzherzogin von Österreich, Tante Maria Theresias (* 1689)
- 02. Mai: Rafael Casanova i Comes, katalanischer Jurist und Politiker (* um 1660)
- 02. Mai: Christian August Hausen der Jüngere, deutscher Mathematiker, Mineraloge, Astronom und Physiker (* 1693)
- 03. Mai: Johann Anderson, deutscher Rechtsgelehrter, Politiker, Natur- und Sprachforscher, Bürgermeister von Hamburg (* 1674)
- 04. Mai: Katharina von Altenbockum, Fürstin von Teschen, Mätresse des polnischen Königs und sächsischen Kurfürsten August des Starken (* 1680)
- 05. Mai: Dorothea Maria Graff, deutsche Blumen- und Insektenmalerin (* 1678)
- 10. Mai: Melusine von der Schulenburg, Mätresse des braunschweig-lüneburgischen Kurfürsten und englischen Königs Georg I. (* 1667)
- 15. Mai: Antoine-Tristan Danty d’Isnard, französischer Botaniker (* 1663)
- 000Mai: Isaac Rand, englischer Apotheker und Botaniker (* 1674)
- 12. Juni: Johann Bernhard Bach, deutscher Komponist (* 1700)
- 16. Juni: Louise Françoise de Bourbon, Fürstin von Condé (* 1673)
- 20. Juni: Saif ibn Sultan II., Imam von Oman
- 29. Juni: François-Honoré de Maniban, Bischof von Mirepoix und Erzbischof von Bordeaux (* 1684)

### Drittes Quartal
- 02. Juli: Spencer Compton, 1. Earl of Wilmington, britischer Politiker und Premierminister (* 1674)
- 05. Juli: Johann Gabriel Schleich, württembergischer Maler (* 1710)
- 06. Juli: Chajim b. Mose Attar, jüdischer Gelehrter und Kabbalist in Marokko (* 1696)
- 01. August: Richard Savage, englischer Dichter (* 1697)
- 16. August: Matthias Klotz, bayerischer Geigenbauer (* 1653)
- 18. August: Johanna Sophie zu Hohenlohe-Langenburg, Gräfin zu Schaumburg-Lippe (* 1673)
- 19. August: Damian Hugo Philipp von Schönborn-Buchheim, Kardinal und Fürstbischof von Speyer sowie Fürstbischof von Konstanz (* 1676)
- 22. August: Lieve Geelvinck, Regent von Amsterdam (* 1676)
- 27. August: Matthias Sigismund Biechteler, steirischer Komponist und Hofkapellmeister in Salzburg (* 1670)
- 07. September: Johann Peter von Ludewig, württembergischer Jurist und Historiker (* 1668)
- 14. September: Georg von Bertouch, Komponist und dänisch-norwegischer General (* 1668)
- 14. September: Nicolas Lancret, französischer Maler (* 1690)
- 15. September: Karl Adolf von Huss, preußischer Legationssekretär, Kammerrat und Stadtpräsident von Magdeburg

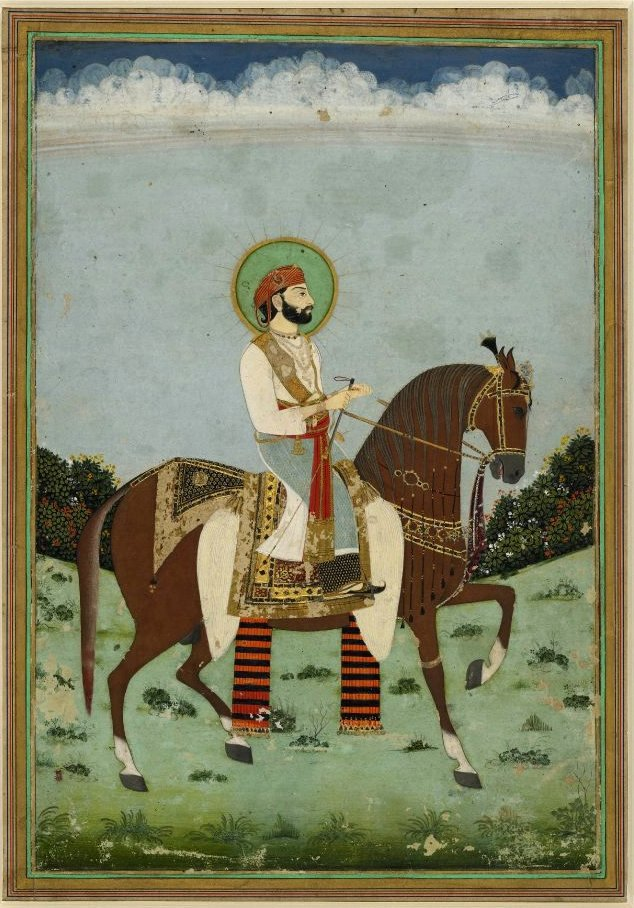
Maharaja Sawai Jai Singh II.

- 21. September: Jai Singh II., Maharaja von Amber (später Jaipur) in Rajasthan, Indien (* 1688)
- 23. September: Erik Benzelius der Jüngere, schwedischer lutherischer Theologe und Erzbischof von Uppsala (* 1675)

### Viertes Quartal
- 03. Oktober: Georg Adam Ostertag, Scharfrichter und Wasenmeister in Wimpfen und in Orten des Ritterkantons Kraichgau (* 1675)
- 04. Oktober: John Campbell, 2. Duke of Argyll, schottischer Adliger und Soldat, Oberbefehlshaber der Britischen Armee (* 1680)
- 04. Oktober: Henry Carey, englischer Dichter und Komponist (* 1687)
- 09. Oktober: Wenzel Lorenz Reiner, böhmischer Maler (* 1689)
- 09. Oktober: Michail Grigorjewitsch Semzow, russischer Architekt (* 1688)
- 000Oktober: Tomás Pinto Brandão, portugiesischer Lyriker (* 1664)
- 13. November: Anna Catharina vom Büchel, deutsche Zionitin (* 1698)
- 16. November: Maria Magdalena Böhmer, deutsche Dichterin geistlicher Lieder (* 1669)
- 21. November: Ernst Gotthold Struve, deutscher Mediziner (* 1714)
- 05. Dezember: Georg Ludwig von Berghes, Fürstbischof von Lüttich (* 1662)
- 13. Dezember: Giuseppe Torretti, italienischer Bildhauer (* 1664)
- 16. Dezember: Jakob Sigismund von Reinach-Steinbrunn, Fürstbischof von Basel (* 1683)
- 28. Dezember: August Simon Lindholtz, deutscher Jurist und Bürgermeister der Hansestadt Lübeck (* 1679)
- 29. Dezember: Hyacinthe Rigaud, französischer Maler (* 1659)
- 000Dezember: Fra Galgario, italienischer Maler (* 1655)

### Genaues Todesdatum unbekannt
- Michael Dahl, schwedischer Porträt- und Hofmaler (* um 1659)
- Ursula Meyer, Schweizer Pietistin und Mystikerin (* 1682)